# Sürmene

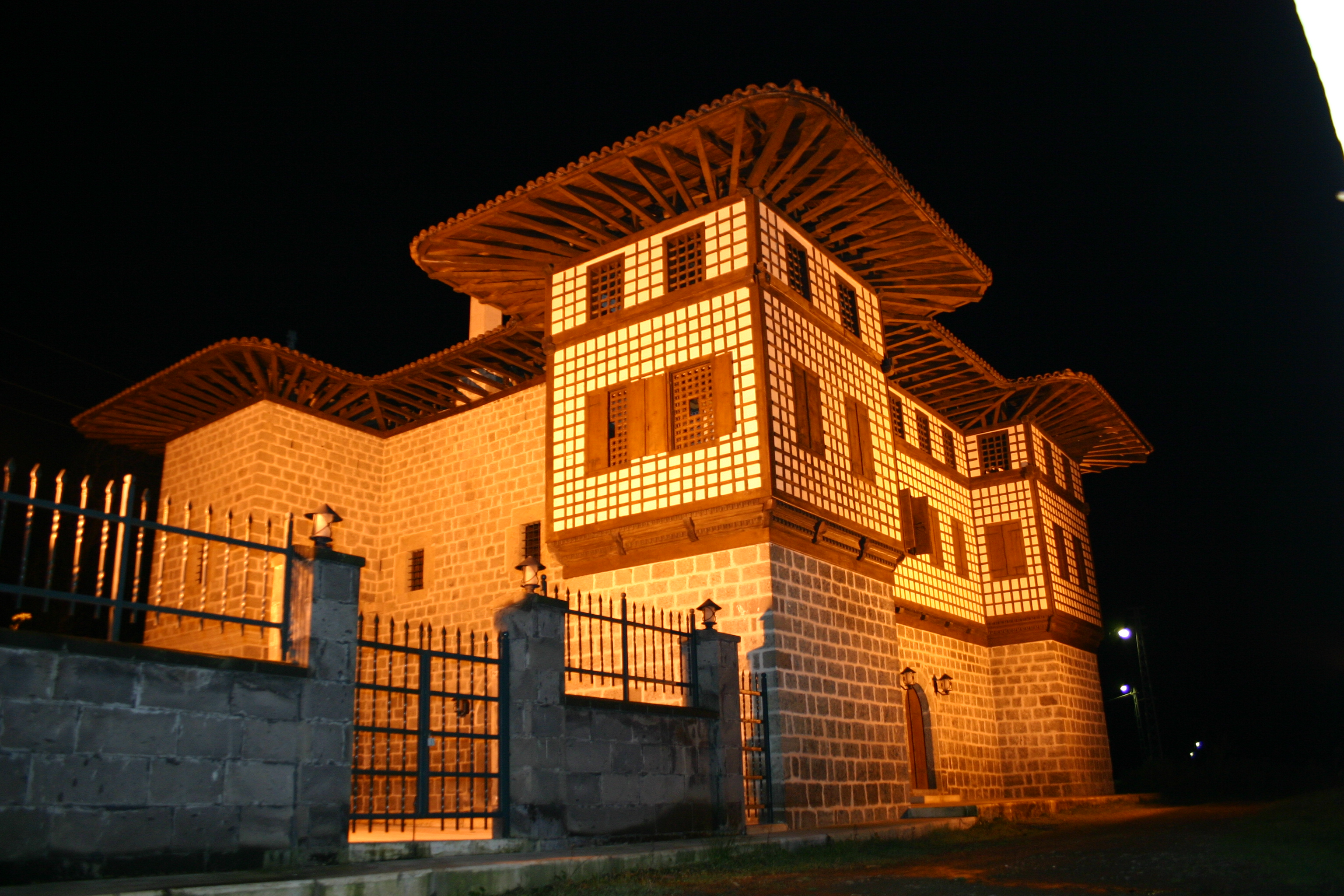
Memiş Ağa Mansion in Sürmene

Sürmene là một huyện thuộc tỉnh Trabzon, Thổ Nhĩ Kỳ. Huyện có diện tích 227 km² và dân số thời điểm năm 2007 là 28115 người, mật độ 124 người/km².